# Deuxième bataille d'Angostura
Campagne de Guyane
(Guerre d'indépendance du Venezuela)
Batailles
m
- Angostura (1re)
- San Félix
- Pagallos
- Angostura (2e)

La deuxième bataille d'Angostura est un affrontement militaire de la campagne de Guyane de 1817, dans le contexte de la Guerre d'indépendance du Venezuela, entre les forces patriotes républicaines et les forces royalistes le 17 juillet 1817. Elle s'achève par la victoire des premières, qui capturent la ville, un important centre de communication à l'embouchure de l'Orénoque.